# دان تشيري
دان تشيري (بالإنجليزية: Dan Cherry)‏ (7 فبراير 1980 في المملكة المتحدة - ) هو لاعب كريكت بريطاني. لعب مع نادي مقاطعة غلاموركن للكريكت ‏.

## وصلات خارجية
- دان تشيري على موقع إي آس بي آن كريك إنفو (الإنجليزية)